# Lado Único
Lado Único é um álbum ao vivo do cantor brasileiro Paulo César Baruk, lançado em 1 de agosto de 2019.
O disco traz canções inéditas com as participações de Sync 3, Lito Atalaia e Cleber, rapper da banda Ao Cubo, além das regravações das músicas "Pode Isso, Arnaldo?" e "Seria Tão Bom", originalmente lançadas como singles em versões de estúdio. Simultaneamente foram liberados vídeos das canções, cuja direção ficou a cargo de Hugo Pessoa.

## Lançamento e recepção
| Críticas profissionais | Críticas profissionais |
| Avaliações da crítica  | Avaliações da crítica  |
| Fonte                  | Avaliação              |
| ---------------------- | ---------------------- |
| Super Gospel           | [ 2 ]                  |

Lado Único foi liberado em 1 de agosto de 2019 pela gravadora Salluz Productions e recebeu uma avaliação especializada favorável do portal Super Gospel. A crítica elogiou a escolha de repertório, embora tenha haja comentários negativos à questões técnicas, em referência ao loudness war. Foi eleito, pelo portal, o 10º melhor álbum de 2019.

## Faixas
1. "Eu Clamo a Ti"
2. "Toma o Teu Lugar"
3. "Não Há Outro"
4. "Jesus Te Amamos"
5. "Rei do Meu Coração"
6. "Seria Tão Bom"
7. "Pode Isso, Arnaldo?"
8. "Reggae Fé"